# Tunnel van Malpas

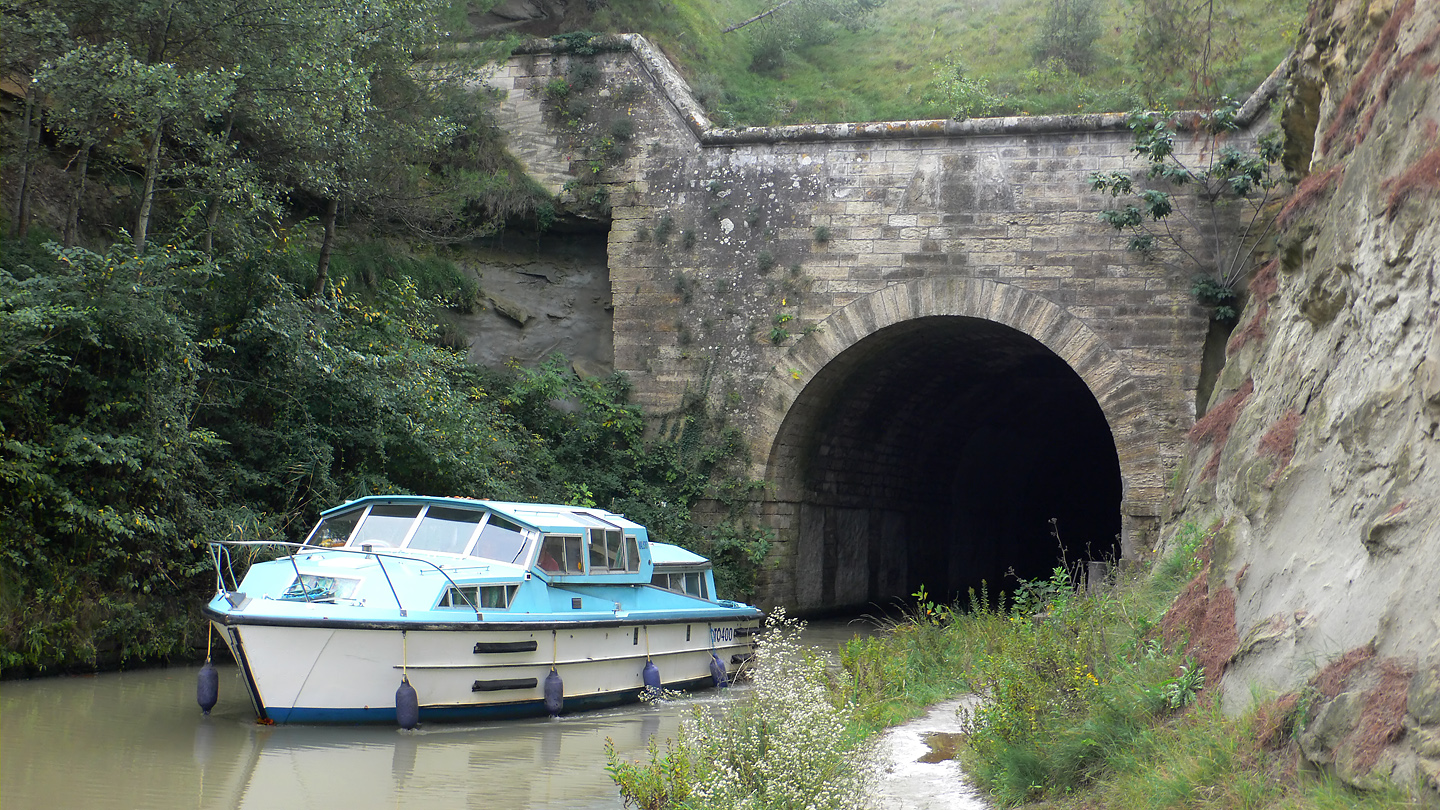
Een recreatievaartuig verlaat de tunnel

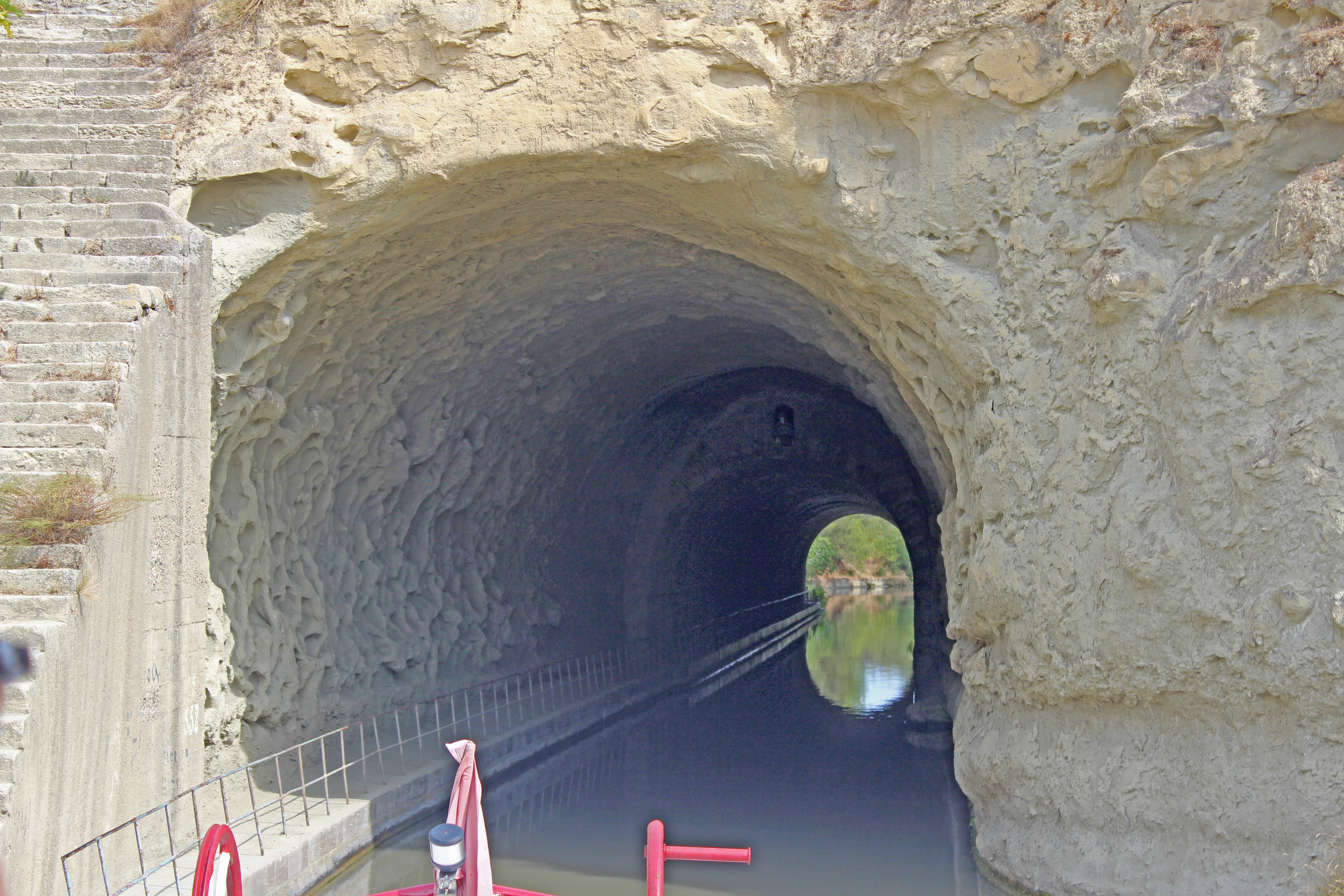
Bekijken door de tunnel

De Tunnel van Malpas (Frans:Tunnel de Malpas) is een scheepvaarttunnel in Frankrijk. De tunnel, die 165 meter lang is, maakt deel uit van het Canal du Midi en ligt onder de heuvel Ensérune in de gemeente Nissan-lez-Enserune, in het departement Hérault. De tunnel werd in 1679 aangelegd onder leiding van Pierre-Paul Riquet. De tunnel van Malpas was destijds de eerste bevaarbare scheepvaarttunnel in Europa.
De tunnel is 165 meter lang, zo'n 8,5 meter breed en zes meter hoog.
De naam Malpas is niet afgeleid van de plaats Malpas, maar betekent mauvais passage.